# Karel Filip ze Schwarzenbergu
Karel I. Filip ze Schwarzenbergu, německy Karl Philipp zu Schwarzenberg, (15. dubna 1771 Vídeň – 15. října 1820 Lipsko) byl český šlechtic, kníže z rodu Schwarzenbergů a polní maršál, jenž se proslavil v bojích proti republikánské i císařské Francii a Napoleonovi, a zároveň diplomat u carského dvora v Rusku a ve Francii u císaře Napoleona. Byl zakladatelem mladší, tzv. orlické větve Schwarzenbergů, a tedy i prvním knížetem ze schwarzenberské sekundogenitury.

## Mládí
Karel I. Filip se narodil jako druhorozený syn knížete a krumlovského vévody Jana Nepomuka I. ze Schwarzenbergu, což ho předurčilo pro vojenskou kariéru. Již v deseti letech byl jmenován kapitánem jezdeckého Wolfeggského pluku ve Švábsku, ale vlastního vojenského života se neúčastnil a vzdělával se doma. O jeho první vojenské zkušenosti se postaral rodinný přítel, polní maršál Franz Moritz Lacy, když mu v sedmnácti letech zařídil účast v tažení na Balkán proti Turkům v hodnosti poručíka brunšvicko-wolfenbüttelského jízdního pluku. V roce 1788 se vyznamenal při útoku na Šabac, načež byl povýšen na kapitána a dostal se do hlavního stanu k Ernstu Gideonu Laudonovi. V dalším postupu mu zabránila nemoc, která jej přinutila vrátit se zpět domů do Čech.

### Válka srevoluční Francií a manželství
Karel Filip se znovu dostal do bojů krátce po svém povýšení do hodnosti majora v roce 1790, když Francie v rámci velké francouzské revoluce vyhlásila válku Rakousku. Bojoval u dragounů v Nizozemí, v roce 1792 se však po pádu z koně musel z válečného pole vzdálit. Později jako podplukovník velel dobrovolnickému sboru hulánů, za rozhodující jezdecký útok při bitvě u Cateau-Cambrésis 26. dubna 1794 byl císařem Františkem II. osobně vyznamenám rytířským křížem řádu Marie Terezie.

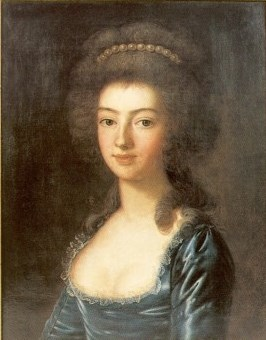
Marie Anna z Hohenfeldu, manželka Karla Filipa

Dne 28. ledna 1799 již v hodnosti generálmajor se ve Vídni oženil s Marií Annou z Hohenfeldu (20. května 1767 / 20. dubna 1768 Linec – 2. dubna 1848 Vídeň), vdovou po Antonínu I. Esterházym z Galanty (1738–1794). Jejich manželství bylo harmonické a narodili se z něho tři synové, kteří se rovněž dosáhli úspěchů v armádě:
- Bedřich I. Karel (1799–1870), vojevůdce, český zemský vlastenec
- Karel II. Fililp (1802–1858), voják a politik, v armádě dosáhl hodnosti polního zbrojmistra, zastával funkce místodržitele v Lombardii (1849–1851) a Sedmihradsku (1851–1858)
- Edmund Leopold (1803–1873), císařský polní maršál

Již několik měsíců po svatbě bojoval proti Francouzům na Rýně. V roce 1800 byl povýšen na polního podmaršálka. Po bitvě u Hohenlindenu, v níž byla rakouská armáda poražena generálem Moreauem, se Karlu Filipovi podařilo vyvést armádu z obklíčení, čímž ji uchránil před zkázou.

## Rozdělení rodu

Erb Schwarzenbergů, polepšen za zásluhy Karla Filipa

Vzhledem k tomu, že v této době nebylo neobvyklé konat krom vojenské služby také činnost diplomatickou, byl Karel Filip vyslán roku 1801 na dvůr čerstvě zvoleného cara Alexandra I., jemuž měl předat blahopřání od císaře Františka II. Ještě téhož roku se však vrátil do jižních Čech, kde si se svým starším bratrem Josefem II. rozdělil rodové dědictví.
Josef II. se stal jakožto prvorozený syn po smrti otce Jana Nepomuka I. vládnoucím knížetem ze Schwarzenbergu a tedy i dědicem Schwarzenberského dominia v jižních Čechách. Nicméně od sepsání závěti a smrti 2. knížete ze Schwarzenbergu Ferdinanda Viléma Eusebia roku 1703 existovala nenaplněna tzv. klauzule o budoucím rozdělení rodu. Ta předpokládala, že narodí-li se vládnoucímu knížeti dva zdraví synové, kteří dosáhnou dospělosti, a prokáže-li druhorozený syn náležité schopnosti, bude mu přidělena část rodového panství, čímž se rod rozdělí na dvě větve.
Jelikož byly tyto předpoklady naplněny, byl schwarzenberský rod po 99 letech rozdělen na tzv. primogenituru, hlavní a starší větev v čele s Josefem II., a na sekundogenituru, mladší větev orlickou v čele s Karlem I. Filipem. Josef II. si ponechal titul hlavy rodu a titul vévody krumlovského spolu s většinou Schwarzenberského dominia (panství Krumlov, Hluboká, Třeboň a další). Karel I. Filip získal panství jediné – orlické. To zároveň dalo název celé sekundogenituře – Schwarzenberg-Orlík. Jelikož byl v oné době orlický zámek krátce po požáru, zahájil Karel I. Filip jeho okamžité opravy.
Rozdělení rodu Schwarzenbergů trvalo téměř 190 let do doby, než JUDr. Jindřich ze Schwarzenberg, 16. vévoda krumlovský a člen primogenitury, adoptoval Karla Schwarzenberga, dědice sekundogenitury, v jehož osobě se obě větve opět znovuspojily.

## Napoleonova hrozba
Karel I. Filip byl poté jmenován viceprezidentem dvorské válečné rady a císař František ho také pověřil vyjednáváním s bavorským kurfiřtem Maxmiliánem IV. Výsledkem tohoto jednání bylo, že Maxmilián přislíbil pomoc Rakousku a Rusku, pokud Napoleon nebude respektovat neutralitu Bavorska, ale tuto dohodu sám porušil a přidal se k Napoleonovi. Karel Filip se poté stal velitelem předvoje polního podmaršálka Karla Macka.

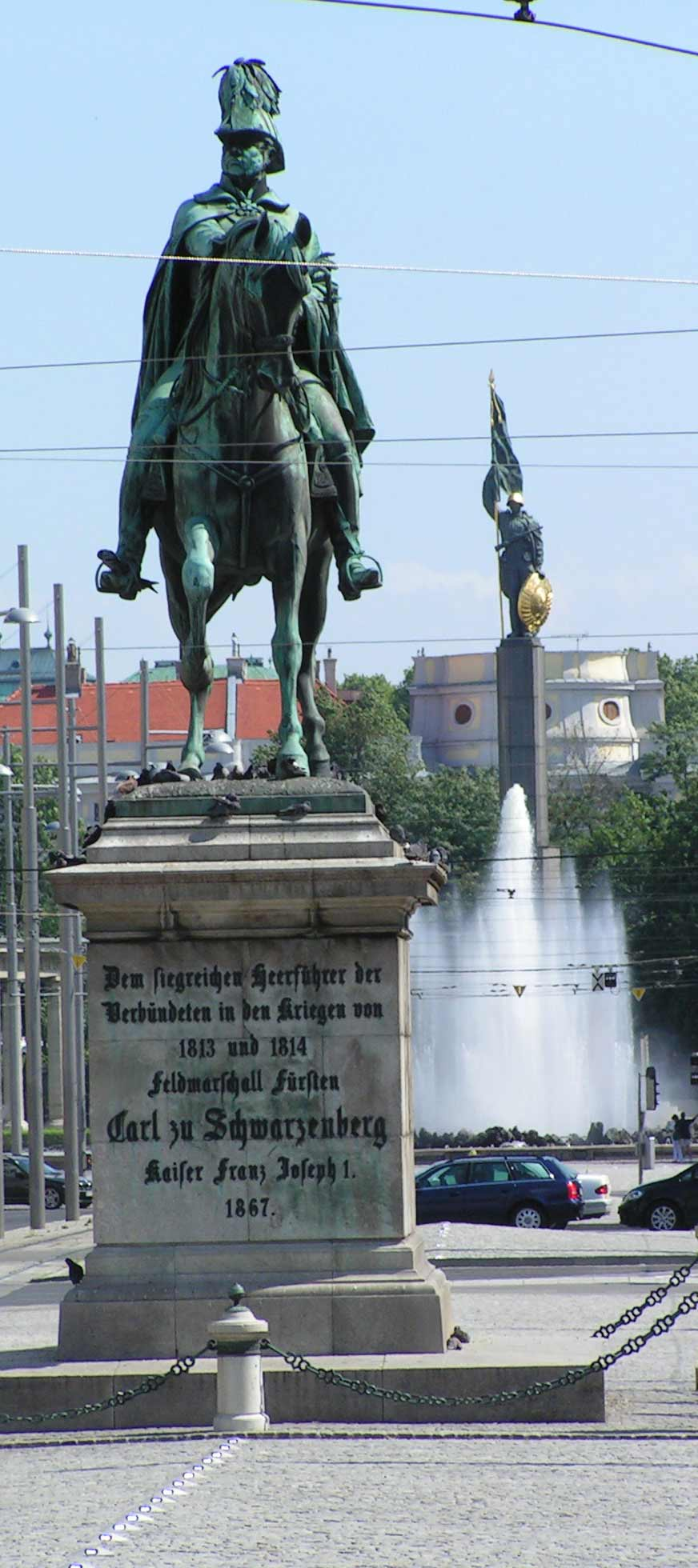
Socha Karla Filipa na Schwarzenbergplatz ve Vídni

Mackovy schopnosti se ve válce nijak dobře neosvědčily a sám podmaršálek byl obklíčen a po několika dnech 19. října roku 1805 nucen kapitulovat. Oproti tomu Karel Filip v čele dvanácti eskadron jezdectva již 14. října prolomil francouzské obklíčení a stáhl se. Před bitvou u Slavkova doporučoval kníže Schwarzenberg počkat na zkonsolidování armády, ale car Alexandr nebyl této taktice nakloněn. Bitva byla zahájena dříve a skončila porážkou spojených rusko-rakouských vojsk. Poté Karel Filip nějakou dobu sloužil na diplomatické misi v Petrohradu. Roku 1809 se vyznamenal v bitvě u Wagramu, kde velel zadnímu voji, za což byl povýšen na generála kavalerie, porážku Rakušanů od Francouzů to však opět neodvrátilo. Téhož roku byl pasován na rytíře Řádu zlatého rouna.
Po této porážce Rakouské císařství změnilo politiku vůči Francii na smířlivou a Karel Filip byl vyslán jako velvyslanec do Paříže kde vystřídal knížete Metternicha. Zprvu se knížeti Schwarzenbergovi ve Francii nelíbilo, kvůli vysoké kriminalitě a cenám. Jeho nejvýznamnějším zdejším úkolem bylo připravit sňatek mezi Napoleonem a dcerou císaře Františka I. Marií Luisou a upevnit rakousko-francouzské spojenectví. V roce 1810 se při příležitosti návratu novomanželů ze svatební cesty konala na půdě rakouského velvyslanectví v Paříži v Hôtel de Montesson slavnost. Během ní však došlo k požáru, při němž uhořela mimo jiné i manželka velvyslancova bratra Pauline Schwarzenbergová. Tato rodinná tragédie velmi těžce zasáhla i Karla Filipa.
Napoleon byl Karlu Filipovi nakloněn, jezdil s ním na hony a trávil s ním mnoho času při rozmluvách. Když se potom francouzskému císaři narodil potomek, Napoleon II., daroval císař ženě Karla Filipa skarabea, kterého si přivezl z tažení do Egypta. Není bez zajímavosti, že od té doby Napoleon prakticky všechny bitvy prohrál a Karel Filip zase vyhrál.
V letech 1812–1813 se Napoleon rozhodl táhnout do Ruska a Karel Filip byl jmenován do čela rakouského pomocného sboru o síle 50 000 mužů. Kníže se této funkce ujal s rozpaky vzhledem k nedávnému spojenectví s Ruskem, a naopak k dřívějšímu nepřátelství s Francií. Doufal přitom, že rakouské sbory budou mít při tažení určitou autonomii, to však nebylo předem definováno. Zprvu nenaráželo rakouské vojsko na ruský odpor, ale později se střetlo s vojskem generála Alexandra Tormasova, kterého 12. srpna po bitvě u Poddubna donutilo k ústupu. Za to byl Karel Filip povýšen na maršála. Další postup armády zastavil z důvodu silných dešťů.
Mezitím ve Vídni došlo ke změně zahraniční politiky a ministr zahraničí Metternich ujistil cara Alexandra, že rakouské spojenectví s Francií není pevné. Vzhledem k tomu, že se jednalo o soukromou korespondenci, Karel Filip se o ní nedozvěděl a marně žádal u řeky Styr o posily. Jeho postavení se začalo velmi rychle zhoršovat. Podařilo se mu sice obsadit Kobryň, ale to už jej francouzská Velká armáda (francouzsky od roku 1805 Grande Armée) žádala u Minsku o pomoc. Poté, co uhodily mrazy a Karel Filip se dozvěděl o katastrofálním neúspěchu Francouzů, začal jednat s ruským vrchním velitelem Kutuzovem a nakonec se mu tímto taktizováním podařilo vrátit se z Ruska s 20 000 bojeschopnými muži, zatímco Napoleon jich měl již jen stěží 7 000.
Když se Karel Filip vrátil po tažení zpět do Paříže jako velvyslanec, upozornil Napoleona, že císař František je stále nakloněn všeobecnému míru, ale Napoleon jakákoli mírová jednání odmítl a Karel Filip se vrátil zpět do Vídně, kde byl jmenován do čela armády. Posléze vešla v platnost tajná dohoda mezi evropskými mocnostmi Rakouskem, Pruskem, Ruskem a Švédskem, v níž se tyto mocnosti zavázaly k boji proti Francii. Vrchním velitelem všech spojeneckých armád se stal Karel Filip, který do čela spojeneckého štábu jmenoval Josefa Václava Radeckého.
Z tohoto období se zachovaly zprávy, které o Karlu Filipovi hovoří většinou jako o špatném nebo přinejlepším průměrném stratégovi. On sám však zřejmě za toto hodnocení zcela nemohl, jelikož mu veleli tři panovníci, habsburský František I., car Alexandr I. a pruský Fridrich Vilém III., kteří se často velmi lišili v názorech na vedení války, takže někdy stavěli vrchního velitele do nelehké situace. Navíc carovi poradci Michail Barclay de Tolly, Petr ze Sayn-Wittgensteinu a Karl Toll dost možná svévolně měnili rozkazy od vrchního velitele. Po prohrané bitvě u Drážďan se Karel Filip chtěl dokonce svého vůdcovství vzdát, ale nakonec tak neučinil.

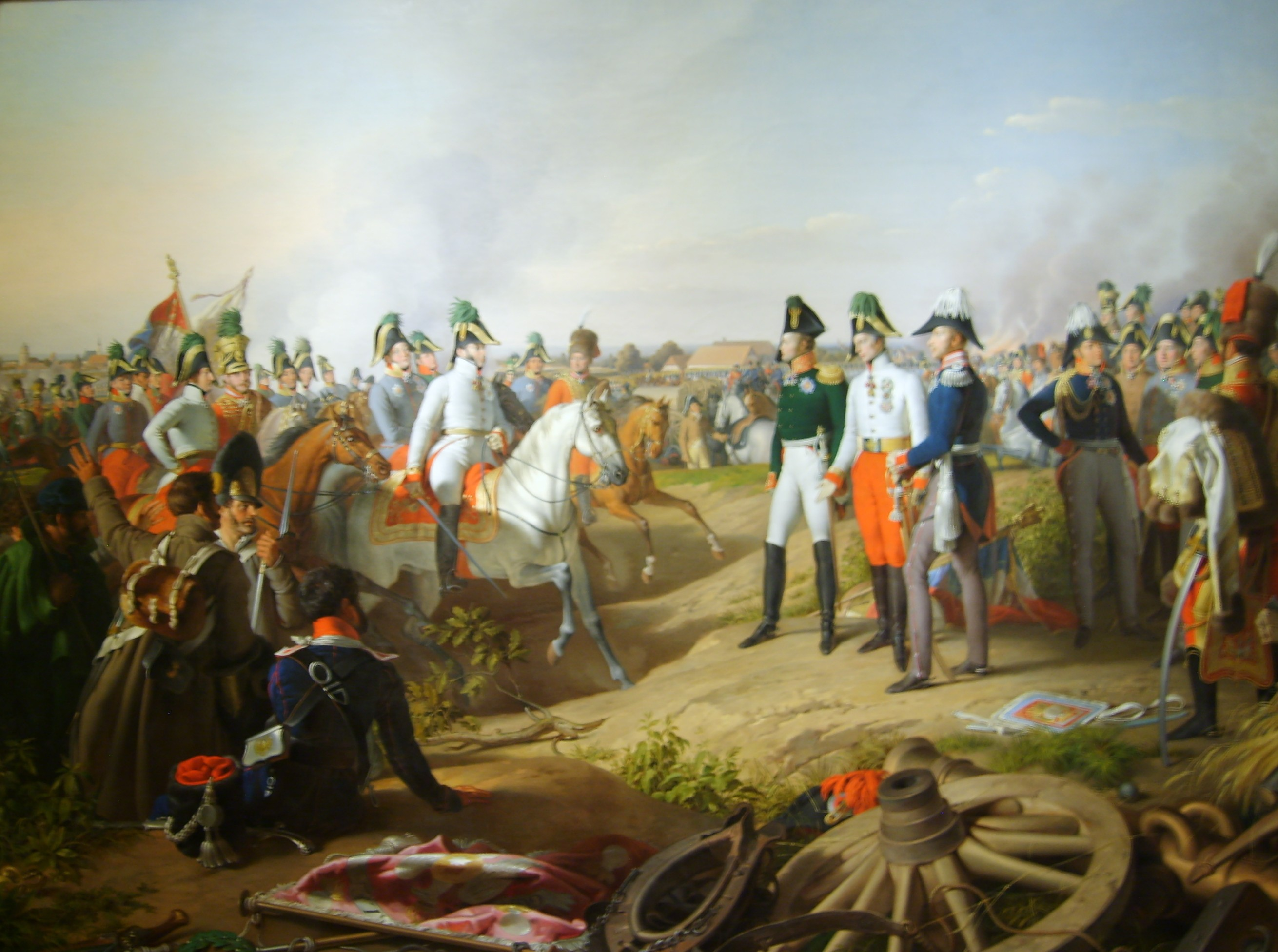
Polní maršál Karel Filip kníže Schwarzenberg oznamuje vítězství u Lipska

Prvního úspěchu se spojencům dostalo, když zastavili postup Francouzů do Čech u Chlumce. Při tomto vítězství se dokonce podařilo zajmout francouzského velícího generála Vandamma. V této době měli spojenci k dispozici kolem 160 000 rakouských a ruských vojáků, 60 000 pruských a 150 000 švédských vojáků, celkem tedy asi 370 000 mužů. Na druhé straně měl Napoleon pouze 185 000 francouzských vojáků, především nováčků, a jeden kontingent Sasů.
Francouzi nejprve drželi obranné postavení na Labi, ale později se stáhli k Lipsku, protože hrozilo vysoké nebezpečí obklíčení od Rakušanů z jihu a Prusů ze severovýchodu. Zde pak došlo k známé bitvě národů u Lipska, největší vojenské srážce do první světové války. Tuto bitvu alianti vyhráli, na čemž měl lví podíl právě Karel Filip. Za to také dostal od Františka I. velký kříž Marie Terezie, od Alexandra I. velký kříž svatého Jiří a od Fridricha Viléma III. Černou orlici. I přesto, že Karel Filip musel řešit několik vnitrospojeneckých problémů, proběhla cesta do Paříže bez útoků oslabené francouzské armády a město 30. března 1814 kapitulovalo. Poté mu císař František I. polepšil erb o srdeční štítek císařského znaku se vztyčeným mečem. Kníže Schwarzenberg byl též vyznamenán zlatým válečným křížem. V roce 1814 se také stal prezidentem dvorské vojenské rady. Po nedlouhém období míru utekl Napoleon z Elby a Karel Filip se opět musel vrátit do boje. Domů se mohl konečně vrátit až po bitvě u Waterloo, které se ovšem nezúčastnil. Za svoje úspěchy byl v témže roce vyznamenán ještě dánským vojenským Řádem slona.

## Konec života
Již 15. října 1815 uvítal Karel Filip v Čechách Alexandra I. na Orlíku a další den ho doprovodil ke svému bratrovi do Českého Krumlova. Klidného života si kníže dlouho neužíval. Již roku 1817 byl raněn mrtvicí a ochrnul na pravou ruku a nohy. Jeho stav se poněkud zlepšil po pobytu v Karlových Varech. Toto zlepšení však bylo jen přechodné. Roku 1819 byl jmenován ministrem, ale jeho stav se opět zhoršil, a navíc se přidaly úzkostné stavy, a proto se přestěhoval do Prahy. Na jaře 1820 se vydal do Lipska k zakladateli homeopatie Samuelu Hahnemannovi. Ani homeopatie však polního maršála nezachránila a on ještě téhož roku zemřel. Jeho tělo bylo pochováno ve hřbitovním kostele sv. Jiljí v Domaníně u Třeboně a srdce v kapli na Orlíku, později, v únoru 1865, bylo jeho tělo přeneseno do nové hrobky na Orlíku.

## Tituly a ocenění
Jako příslušník předního šlechtického rodu byl již v roce 1790 jmenován císařským komořím, v roce 1805 obdržel titul c. k. tajného rady s nárokem na oslovení Excelence. Během vojenské kariéry získal postupně všechny tři stupně prestižního Řádu Marie Terezie a v roce 1809 byl jmenován rytířem Řádu zlatého rouna. Jako přední spojenecký vojevůdce v závěru napoleonských válek získal řadu ocenění i od zahraničních panovníků. Od roku 1800 byl čestným majitelem hulánského pluku č. 2. 

### Rakouské císařství
- rytířský kříž Řádu Marie Terezie (1794)
- komandérský kříž Řádu Marie Terezie (1806)
- Řád zlatého rouna (1809)
- velkokříž Řádu sv. Štěpána (1810)
- velkokříž Řádu Marie Terezie (1813)
- zlatý Válečný kříž 1813/1814 (1814)

### Zahraničí
- rytířský kříž Řádu svatého Ondřeje (Rusko)
- rytířský kříž Řádu svatého Alexandra Něvského (Rusko)
- Řád svaté Anny I. třídy (Rusko)
- Řád sv. Jiří I. třídy (Rusko)
- Řád černé orlice (Prusko)
- Řád červené orlice I. třídy (Prusko)
- Řád sv. Ducha (Francie)
- velkodůstojník Řádu čestné legie (Francie)
- Řád svatého Ludvíka (Francie)
- velkokříž Řádu lázně (Spojené království)
- velkokříž Řádu meče (Švédsko)
- Vojenský řád Maxe Josefa (Bavorsko)
- Řád sv. Huberta (Bavorsko)
- Řád routové koruny (Sasko)
- rytíř Řádu slona (Dánsko)
- velkokříž Řádu Guelfů (Hannoversko)
- Domácí řád věrnosti (Bádensko)
- Řád zvěstování (Království obojí Sicílie)